# André Meinema
André Meinema (Maassluis, 26 februari 1960) is een Nederlands journalist.
Meinema studeerde godsdienstwetenschappen en filosofie en werkte als godsdienstdocent op middelbare scholen en als filosofiedocent in het hoger onderwijs.
Ook was hij predikant in een evangelische gemeente.
In 1990 ging André Meinema voor Tijdsein-radio van de EO werken als correspondent voor België. Een jaar later werd hij sociaal-economisch redacteur-verslaggever.
In 1995 later stapte Meinema over naar de NOS en werd hij financieel redacteur-verslaggever bij het Radio 1 Journaal.